# Dương Tắc
Dương Tắc (tiếng Trung: 楊稷; bính âm: Yang Ji; ? - 271), tên tự là Văn Tào (文曹), là tướng lĩnh nhà Quý Hán và Tây Tấn thời Tam Quốc trong lịch sử Trung Quốc.

## Cuộc đời
Dương Tắc quê ở quận Kiền Vi, Ích Châu, là đồng hương của Dương Bân. Thời Quý Hán, Dương Tắc giữ chức Nha môn tướng dưới trướng Lai Hàng đô đốc Hoắc Dặc. Năm 263, Hậu chủ đầu hàng, Quý Hán diệt vong, quân Lai Hàng không kịp cứu viện, Tắc theo Dặc hàng Ngụy. Tư Mã Chiêu phong Hoắc Dặc chức Nam Trung đô đốc, Dương Tắc vẫn trực thuộc Nam Trung đô đốc phủ.
Cùng năm, quận lại ở quận Giao Chỉ là Lã Hưng giết thái thú, phản kháng lại sự thống trị của Đông Ngô, phái người đến chỗ Hoắc Dặc quy phụ Ngụy. Năm 264, Lã Hưng được phong cầm tiết, đô đốc Giao Châu chư quân sự, Hoắc Dặc được phong làm thứ sử Giao Châu, tiến cử Thoán Cốc làm thái thú Giao Chỉ, cắt cử các Nha môn tướng Đổng Nguyên, Mao Cảnh, Mạnh Cán, Mạnh Thông, Thoán Năng, Lý Tùng, Vương Tố sang cứu viện. Nhưng chưa đến nơi thì Lã Hưng đã bị thuộc hạ giết chết.
Năm 265, quân Nam Trung tiến vào Long Biên, trấn an Giao Chỉ. Không lâu sau, Thoán Cốc bệnh chết, thái thú kế nhiệm là Mã Dung cũng bị bệnh mà chết, Dương Tắc được bổ nhiệm làm thái thú. Đến năm 268, dưới sự chỉ huy của Dương Tắc, quân Tấn chiếm lĩnh được hai quận Cửu Chân, Nhật Nam, uy hiếp các quận phía bắc Hợp Phố.
Năm 268, quân Ngô phản kích, Tôn Hạo phong Lưu Tuấn làm thứ sử Giao Châu, Tu Tắc làm Tiền bộ đốc, cùng tướng quân Cố Dung tấn công Giao Chỉ. Quân Ngô nhiều lần tiến công mà không thu hoạch được gì. Dương Tắc liền phái Mao Cảnh, Đổng Nguyên tiến công nơi đóng quân của quân Ngô tại Hợp Phố. Hai quân giao chiến tại Cổ Thành, quân Ngô đại bại, Lưu Tuấn, Tu Tắc tử trận. Quân Tấn chiếm được hai quận Cửu Chân, Úc Lâm. Tắc tiến cử Mao Cảnh làm thái thú Úc Lâm, Đổng Nguyên làm thái thú Cửu Chân.
Năm 269, Tôn Hạo lại cử giám quân Ngu Dĩ, Uy nam tướng quân Tiết Hủ cùng giám quân Lý Úc, đốc quân Từ Tồn chia quân hai đường tấn công Giao Châu. Lý Úc đi nửa đường thì bỏ về, bị bức tử, còn quân Ngu Dĩ hội quân cùng thái thú Thương Ngô Đào Hoàng tại Hợp Phố, tiếp tục tiến công, nhưng vẫn thất bại, bị Dương Tắc chém chết ba tướng, phải rút lui. Năm 271, Tiết Hủ theo kế Đào Hoàng, cho quân tấn công Giao Chỉ từ đường biển, lại mượn sức thủ lĩnh Phù Nghiêm di Tưởng Kỳ. Mao Cảnh, Mạnh Nhạc thua trận, chỉ có Cảnh chạy về.
Dương Tắc, Mao Cảnh rút quân về Giao Chỉ cố thủ. Đào Hoàng vây thành nhiều tháng, nhờ có nội ứng Vương Ước mới phá được thành, bắt sống Dương Tắc, Mao Cảnh, Mạnh Cán, Thoán Năng, Lý Tùng. Hán Tấn xuân thu ghi rằng Tắc, Cảnh cố thủ hơn 100 ngày, trong thành cạn lương, liền đầu hàng Đào Hoàng. Dương Tắc mắc bệnh, trên đường áp giải qua Hợp Phố thì hộc máu mà chết. Tư Mã Viêm ban đầu định phong Tắc làm thứ sử Giao Châu, Mao Miện được phong làm thái thú Giao Chỉ, nhưng ấn thao chưa tới nơi thì Tắc đã chết, lại có tin là Tắc đầu hàng, nên phong được vinh dự gì. Năm 273, sau khi biết được ngọn nguồn, Tư Mã Viêm truy tặng Dương Tắc làm thứ sử Giao Châu.

## Trong văn hóa
Dương Tắc không xuất hiện trong tiểu thuyết Tam quốc diễn nghĩa của La Quán Trung.